# بوتاتو بوتاتو (فلم)
بوتاتو بوتاتو (بالإنجليزية: Potato Potahto)، هُو فيلم كوميديا رومانسية نيجيري صدر سنة 2017 وأخرجته شيرلي فرامبونغ مانسو.